# J. Peverell Marley
J. Peverell Marley (* 14. August 1901 in San Jose, Kalifornien; † 2. Februar 1964 in Santa Barbara, Kalifornien) war ein US-amerikanischer Kameramann.

## Leben
Sein erster Film als Kameramann war Die Zehn Gebote aus dem Jahr 1923.
Im Jahr 1952 wurde er zusammen mit seinem Kollegen George Barnes mit dem Golden Globe für seine Arbeit an dem Film Die größte Schau der Welt ausgezeichnet. In den Jahren 1932 und 1948 war er jeweils für den Oscar in der Kategorie Beste Kamera nominiert. Ab 1956 war er bis 1962 vornehmlich für das Fernsehen tätig. Insgesamt war er an mehr als 120 Produktionen beteiligt.
J. Peverell Marley hat einen Stern auf dem Hollywood Walk of Fame.
Von 1944 bis 1951 war er in dritter Ehe mit der Schauspielerin Linda Darnell verheiratet. Die beiden hatten ein gemeinsames Kind. Eine erste Ehe mit der ebenfalls als Schauspielerin tätigen Lina Basquette dauerte von 1929 bis 1930. Seine zweite Ehe hielt von 1934 bis 1940.

## Filmografie (Auswahl)
- 1923: Die Zehn Gebote (The Ten Commandments)
- 1924: Deserteure des Lebens (Feet of Clay)
- 1925: Madame Sans-Gêne
- 1925: Heiraten ist kein Kinderspiel (Forty Winks)
- 1926: Der Wolgaschiffer (The Volga Boatman)
- 1927: König der Könige (The King Of Kings)
- 1927: Chicago
- 1929: Dynamit (Dynamite)
- 1931: Menschen hinter Gittern
- 1932: Marie, eine ungarische Legende (Tavaszi zápor)
- 1933: Revolution der Jugend (This Day and Age)
- 1934: Die Rothschilds (The House of Rothschild)
- 1934: Bulldog Drummond schlägt zurück (Bulldog Drummond Strikes Back)
- 1934: Das Rätsel von Monte Christo (The Count of Monte Cristo)
- 1934: Zirkus Barnum (The Mighty Barnum)
- 1935: Folies Bergère de Paris
- 1935: Musik um Mitternacht (Thanks a Million)
- 1935: Kampf um Indien (Clive of India)
- 1936: Winterset
- 1936: Sing, Baby, Sing
- 1938: Chicago (In Old Chicago)
- 1938: Suez
- 1939: Der Hund von Baskerville (The Hound of the Baskervilles)
- 1941: In den Sümpfen (Swamp Water)
- 1941: Adam hatte vier Söhne (Adam Had Four Sons)
- 1944: Sensationen für Millionen (Sensations of 1945)
- 1945: Pride of the Marines
- 1946: Tag und Nacht denk’ ich an Dich (Night and Day)
- 1947: Die zwei Mrs. Carrolls (The Two Mrs. Carrolls)
- 1947: Unser Leben mit Vater (Life with Father)
- 1949: Stern vom Broadway (Look for the Silver Lining)
- 1949: Ein Fall für Detektiv Landers (Homicide)
- 1950: Den Morgen wirst du nicht erleben (Kiss Tomorrow Goodbye)
- 1950: Mordsache: Liebe (Perfect Strangers)
- 1950: Fahr zur Hölle (Return of the Frontiersman)
- 1951: Benjy (Dokumentar-Kurzfilm)
- 1951: Die größte Schau der Welt (The Greatest Show on Earth)
- 1951: The Groom Wore Spurs
- 1953: Das Kabinett des Professor Bondi (House of Wax)
- 1953: Der brennende Pfeil (The Charge At Feather River)
- 1954: Der Talisman (King Richard and the Crusaders)
- 1955: Die Hölle von Dien Bien Phu (Jump into Hell)
- 1955: Schakale der Unterwelt (Illegal)
- 1957: Lindbergh – Mein Flug über den Ozean (The Spirit of St. Louis)